# Погоня за дезертирами
Погоня за дезертирами (кор. 디피, англ. D.P. акронім від англ. Deserter Pursuit) — південнокорейський серіал, що розповідає історію рядового Ан Джун Хо та капрала Хан Хо Йоль, які назначені у відділ П.Д., що ловить дезертирів. Серіал вийшов на платформі Netflix 27 серпня 2021 року. Він заснований на південнокорейському вебтуні під назвою «D.P: Дні собаки» автора Кім По Тхона. У головних ролях Чон Хе Ін, Ку Кьо Хван, Кім Сон Гюн та Сон Сок Ґу.

## Сюжет
Ан Джун Хо призивають до армії і разом з призовниками, він потрапляє у світ, де старші по званню чи по терміну перебування солдати займаються цькуванням чи гейзингом новачків. За певних обставин Джун Хо переводять у відділ П.Д., що займається пошуком дезертирів. У відділі Ан Джун Хо разом працює з капралом Хан Хо Йоль і під час роботу зіштовхується з тим, що більшість дезертирів тікають з армії через жорстокі умови перебування в ній.

## Акторський склад

### Головні ролі
- Чон Хе Ін як рядовий Ан Джун Хо[4]
- Ку Кьо Хван як капрал Хан Хо Йоль[4]
- Кім Сон Гюн як сержант першого класу Пак Пом Ґу[4]
- Сон Сок Ґу як капітан Ім Чі Соп[4]

### Другорядні ролі
- Чо Хьон Чхоль як Чо Сок Бон
- Сін Син Хо як Хван Джан Су
- Пак Се Джун як Хо Кі Йон
- Хон Гьон як Рю І Ґан
- Пак Чон У як Сін У Сок
- Кім Тон Йон як Чхве Чун Мок
- Лі Чун Йон як Чон Хьон Мін
- Чхве Чун Йон як Хо Чхі До
- Мун Сан Хо як Кім Ру Рі
- Хьон Пон Сік як Чхон Йон Док
- Пе Ю Рам як Кім Кьо
- Хан У Йоль як Тхе Сон Ґон

### Поява як запрошеного гостя
- Ко Кьон Пхьо як капрал Пак Сон У (з'являється у 1 серії)
- Квон Хе Хьо як батько Ан Джун Хо (з'являється у 1, 3-4 серії)
- Лі Соль як сестра Сін У Сока (з'являється у 1 і 6 серії)
- Лі Чун Ок як працівник ханджинмаку[ko] (з'являється у 2 серії)
- Вон Чі Ан як Мун Йон Ок (з'являється у 3 серії)

## Серії
Назва та опис серій взято з офіційного сайту Netflix.
| Сезон 1 |                           |                |
| 1 | «Чоловік з квітами»       | 27 серпня 2021 |
| Ан Джун Хо потрапляє до підрозділу пошуку дезертирів через своє гостре око. На першому ж завданні з Паком Сон У ситуація виходить із-під контролю.                           |                           |                |
| 2 | «Сни наяву»               | 27 серпня 2021 |
| Після виписки зі шпиталю Хан Хо Йол повертається до частини й разом із Джун Хо розпочинає пошуки солдата, котрого востаннє бачили на одній зі станцій метро.                 |                           |                |
| 3 | «Та жінка»                | 27 серпня 2021 |
| Джун Хо й Хо Йол допомагають із розслідуванням під час відпустки. Щоб отримати інформацію, обидва працюють під прикриттям і намагаються заприятелювати з дівчиною дезертира. |                           |                |
| 4 | «Парадокс Монті Голла»    | 27 серпня 2021 |
| Колись привітний характер Чо Сок Бонга змінюється через постійні знущання. Однієї глупої ночі переобтяжений обов'язками військовослужбовець перестрибує через паркан.        |                           |                |
| 5 | «Військовий пес»          | 27 серпня 2021 |
| Сок Бонг переходить усі межі. Під час розслідування дует із ПД дізнається про події, що сталися на демобілізації Хванга Джанг Су.                                            |                           |                |
| 6 | «Наглядач»                | 27 серпня 2021 |
| Коли погоня за дезертиром перетворюється на переслідування небезпечного злочинця, Джун Хо й Хо Йол поспішають знайти його раніше, ніж до нього доберуться озброєні люди.     |                           |                |
| Сезон 2 |                           |                |
| 1 | «Дощі»                    | 28 липня 2023  |
| Джунхо оговтується після трагедії. На Парка Беомгу тиснуть, щоб він приховав нещодавні події. Несподіваний напад захоплює військових зненацька.                              |                           |                |
| 2 | «Брудна гра»              | 28 липня 2023  |
| Кім Рурі відкриває загалу мотиви свого вчинку, а Со Ин тим часом готує для нього пастку. Джунхо та Хойол намагаються розрядити напружену ситуацію.                           |                           |                |
| 3 | «Фінальний вихід акторів» | 28 липня 2023  |
| Несподівано Джунхо та Хойол отримують винагороду від командування. Згодом їм доручають спіймати дезертира, який зазнав жорстоких знущань через те, що не схожий на інших.    |                           |                |
| 4 | «Обвуглені останки»       | 28 липня 2023  |
| Завдання розслідувати вбивство солдата виявляється зовсім не таким, як очікували Лім Джисоп і Беомгу. Уряду загрожують серйозні звинувачення.                                |                           |                |
| 5 | «Ан Джунхо»               | 28 липня 2023  |
| Усвідомивши масштаби приховування правди в армії, Джунхо приймає сміливе рішення. О Міну розшукує важливий доказ, доки його не оприлюднили.                                  |                           |                |
| 6 | «Судний день»             | 28 липня 2023  |
| Хойол укладає угоду, щоб урятувати Джунхо від жахливих наслідків його дій. Судове засідання, яке має відновити справедливість, закінчується несподіванкою.                   |                           |                |

## Оригінальні звукові доріжки
| D.P. (Music from the Original Netflix Series Television Soundtrack) | D.P. (Music from the Original Netflix Series Television Soundtrack) | D.P. (Music from the Original Netflix Series Television Soundtrack) | D.P. (Music from the Original Netflix Series Television Soundtrack) | D.P. (Music from the Original Netflix Series Television Soundtrack) | D.P. (Music from the Original Netflix Series Television Soundtrack) |
| #                                                                   | Назва                                                               | Автор слів                                                          | Автор музики                                                        | Виконавець                                                          | Тривалість                                                          |
| ------------------------------------------------------------------- | ------------------------------------------------------------------- | ------------------------------------------------------------------- | ------------------------------------------------------------------- | ------------------------------------------------------------------- | ------------------------------------------------------------------- |
| 1.                                                                  | «Crazy»                                                             | Кевін О                                                             | Primary, Кевін О                                                    | Кевін О, Primary                                                    | 4:10                                                                |
| 2.                                                                  | «Good Bye (이제)»                                                   | Meego                                                               | Primary, Meego                                                      | Meego, Renee, Primary                                               | 4:42                                                                |
| 3.                                                                  | «Higher (Acoustic Ver.)»                                            | Кевін О                                                             | Primary, Кевін О                                                    | Кевін О, Primary                                                    | 4:09                                                                |
| 4.                                                                  | «Tell a lie»                                                        | Meego                                                               | Vincent Park, 성일모, Meego                                         | Meego, Primary                                                      | 3:41                                                                |
| 5.                                                                  | «Numbers»                                                           | 한(HAN)                                                             | 한(HAN)                                                             | 한(HAN), Primary                                                    | 3:33                                                                |
| 6.                                                                  | «Shine your blue»                                                   | Kriz, P!Bee                                                         | Primary, Kriz                                                       | Kriz, Primary                                                       | 3:33                                                                |
| 7.                                                                  | «Chaser»                                                            | Kriz, Monovated, 2mm                                                | Primary, Kriz, Dart                                                 | Kriz, Monovated, Primary                                            | 3:25                                                                |
| 8.                                                                  | «2020»                                                              | 오혁, Suncat                                                        | Primary, 오혁, Alfie                                                | 오혁, Primary                                                       | 5:09                                                                |
| 9.                                                                  | «Free»                                                              | Кевін О                                                             | Primary, 1of1, Кевін О                                              | Кевін О, Primary                                                    | 3:37                                                                |
| 10.                                                                 | «Numbers (Acoustic Ver.)»                                           | 한(HAN)                                                             | 한(HAN)                                                             | 한(HAN), Primary                                                    | 3:02                                                                |
| 11.                                                                 | «Higher (Synth Ver.)»                                               | Кевін О                                                             | Primary, Кевін О                                                    | Кевін О, Primary                                                    | 4:33                                                                |

## Продовження
6 вересня 2021 Чон Хе Ін повідомив в інтерв'ю, що чув, що режисер і сценарист працюють над другим сезоном серіалу. 14 грудня 2021 року Netflix офіційно підтвердив, що серіал буде поновлено на другий сезон.